# Амутъях
Амутъях (устар. Ам-Уть-Ях) — река в России, протекает по территории Ханты-Мансийского района Ханты-Мансийского АО. Длина реки — 16 км.
Начинается из болота, лежащего между озёрами Вонттор и Усентор. Течёт в юго-западном направлении между двумя крупными болотными массивами через сосновый лес. Устье реки находится в 120 км по левому берегу реки Назым.
Название реки происходит из хантыйского языка и означает «лесная собачья река».

## Данные водного реестра
По данным государственного водного реестра России относится к Верхнеобскому бассейновому округу, водохозяйственный участок реки — Обь от города Нефтеюганск до впадения реки Иртыш, речной подбассейн реки — Обь ниже Ваха до впадения Иртыша. Речной бассейн реки — (Верхняя) Обь до впадения Иртыша.
Код водного объекта — 13011100212115200051465.